# Menjagrà plumbi
El menjagrà plumbi (Sporophila plumbea) és un ocell de la família dels tràupids (Thraupidae).

## Hàbitat i distribució
Habita praderies, sabana, camps de conreu i bosc obert de les terres baixes del nord i est de Colòmbia, nord-est i sud de Veneçuela i les Guaianes. Est i sud del Brasil, extrem sud-est del Perú, nord i est de Bolívia, Paraguai i nord-est de l'Argentina.